# Långtjärnen (Frostvikens socken, Jämtland, 715367-143264)
Långtjärnen är en sjö i Strömsunds kommun i Jämtland och ingår i Ångermanälvens huvudavrinningsområde. Sjön har en area på 0,0571 kvadratkilometer och ligger 658,1 meter över havet.